# Xã Lincoln, Quận Osceola, Michigan
Xã Lincoln (tiếng Anh: Lincoln Township) là một xã thuộc quận Osceola, tiểu bang Michigan, Hoa Kỳ. Năm 2010, dân số của xã này là 1.500 người.